# Філіпповка (Давлекановський район)
Філі́пповка (рос. Филипповка, башк. Филипповка) — село у складі Давлекановського району Башкортостану, Росія. Входить до складу Кадиргуловської сільської ради.
Населення — 49 осіб (2010; 62 в 2002).
Національний склад:
- мордва — 79 %